# パット・マーフィー
パット・マーフィー（Pat Murphy、1955年 - ）は、アメリカ合衆国の女流SF作家、ファンタジー作家。別ペン・ネームにマックス・メリウェル。サンフランシスコ在住。夫はSF作家のリチャード・キャドリー。
子供の頃は『オズ・シリーズ』などのファンタジーや兄の所持していた冒険小説・SF小説を愛読したという。大学在学中に習作を始め、1976年にクラリオン・ワークショップ（Clarion Workshop；著名なSF創作講座である）で教えを受け、作家となった。
長編『落ちゆく女』で1987年度ネビュラ賞を受賞（1990年には日本語訳が出版された）。中編「恋するレイチェル」では1988年度シオドア・スタージョン記念賞およびネビュラ賞 中編小説部門を受賞。日本語訳のあるもう一冊の長編『ノービットの冒険』はJ・R・R・トールキンの古典的ファンタジー『ホビットの冒険』をSFに移し変えたパスティーシュ作品である。

## 著作リスト
- The Shadow Hunter (1982)
- The Falling Woman (1986) 『落ちゆく女』：1987年ネビュラ賞受賞
- The City, Not Long After (1989)
- Nadya: The Wolf Chronicles (1996)
- There and Back Again (1999) 『ノービットの冒険 - ゆきて帰りし物語』
- Wild Angel (2001)
- Adventures in Time and Space with Max Merriwell (2002)
- The Wild Girls (2007) （児童向け作品）

ほか、短編集あり（未訳）。